# Túnel de la Santa Croche
El túnel de la Santa Croche está situado 5 km al este de Albarracín (provincia de Teruel, Aragón, España).

## Descripción
Este pequeño túnel toma su nombre del castillo de Santa Croche (del italiano Santa Croce: Santa Cruz) situado unos metros al Oeste del túnel, en lo alto de una loma para dominar los meandros y las vías de comunicación del río Guadalaviar.
El túnel sirve para salvar un repentino promontorio calizo que semibloquea el ya de por sí estrecho corredor del río Guadalaviar por el que discurre la carretera autonómica aragonesa A-1512.
Es un túnel carretero, monotubo, de 40 metros de longitud, con un carril para cada uno de los sentidos de la circulación.